# Old Songs New
Old Songs New ist ein Jazzalbum des Lee Konitz Nonetts. Die am 21. und 22. Oktober 2017 im Big Orange Sheep Studio, Brooklyn 2017 entstandenen Aufnahmen erschienen am 22. November 2019 auf Sunnyside Records. Es war das letzte Album, das Lee Konitz, der im April 2020 starb, zu Lebzeiten veröffentlichte.

## Hintergrund
Der Altsaxophonist Lee Konitz hat im Laufe seiner Karriere öfters im Nonett-Format gearbeitet und Alben aufgenommen, unter anderem mit den Bläsern Red Rodney, John Eckert, Jimmy Knepper, Sam Burtis und Ronnie Cuber auf dem Soul-Note-Album Live at Laren (1994). Er war überzeugt, dass das neunköpfige Ensemble-Format seine Kreativität anrege, notierte Doug Ramsey. Bei seinem letzten Projekt war der Arrangeur Ohad Talmor zentral. Konitz und Talmor haben bereits seit 20 Jahren zusammengearbeitet; Arrangements von Talmor sind auch schon auf früheren Alben von Konitz zu hören, so auf dem Album New Nonet von 2005. Das Ensemble besteht neben Konitz (und für ein Stück auch Talmor) aus einem Streichtrio, sowie der Flötistin Caroline Davis, Dennis Lee an der Bassklarinette und dem Schlagzeuger George Schuller.

## Titelliste

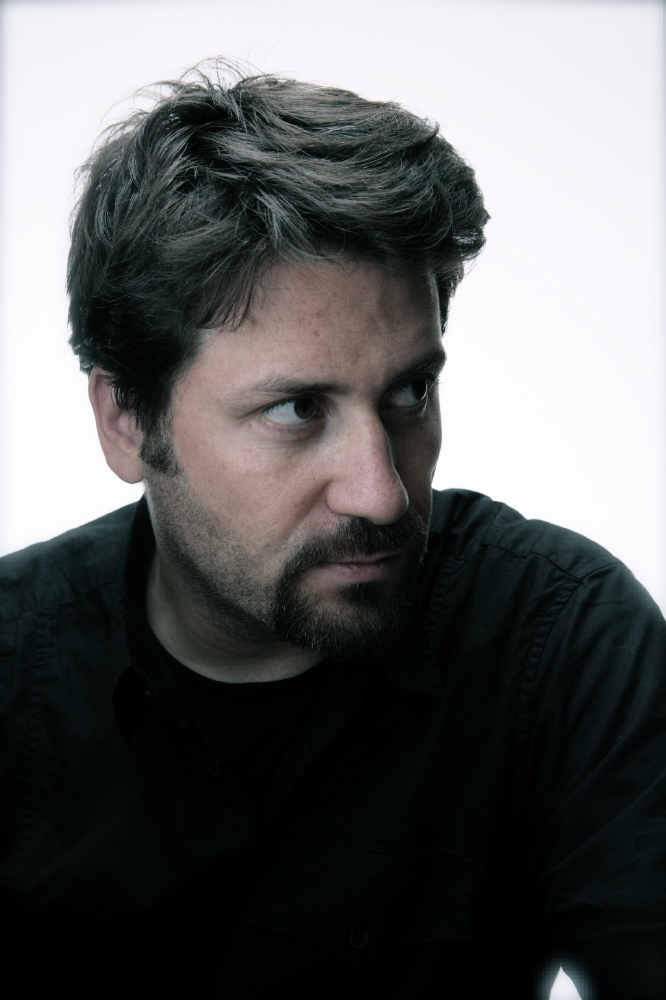
Ohad Talmor 2008

- Lee Konitz Nonet – Old Songs New (Sunnyside Communications, Inc. SSC 1572)[2]
  1. Goodbye (Gordon Jenkins) 5:55
  2. Foolin’ Myself (Jack Lawrence, Peter Tinturin) 4:28
  3. In the Wee Small Hours of the Morning (David Mann) 4:41
  4. Kary’s Trance (Lee Konitz) 5:27
  5. I Cover the Waterfront (Johnny Green, Edward Heyman) 9:34
  6. This Is Always (Harry Warren; Mack Gordon) 7:28
  7. You Go to My Head (J. Fred Coots) 6:45
  8. Trio Blues (Lee Konitz) 4:46

## Rezeption
David Whiteis meinte in JazzTimes, „der Titel könnte genauso gut Old Freedoms Reimagined gewesen sein“. Lee Konitz, der bereits 1949 bei Lennie Tristanos Intuition mitgewirkt hatte, erkunde hier eine ganz andere, aber nicht weniger herausfordernde Art von Freiheit. Anstatt spontan, ohne vorbereiteten Plan oder Struktur zu kreieren, nimmt er Material auf, das ihm bereits bekannt ist (einschließlich seiner eigenen Komposition Kary’s Trance), und „taucht in die farbenprächtigen Klanglandschaften des Arrangeurs Ohad Talmor ein.“ Konitz improvisiert weiterhin hauptsächlich auf der Melodie anstatt auf Akkordstruktur, schrieb Whiteis weiter, „und trotz seiner intellektuellen Herangehensweise und seiner unerschütterlichen Vermeidung von Sentimentalität bleibt er ein zutiefst gefühlvoller Spieler, wenn auch aus keinem anderen Grund als seiner tief verwurzelten, fühlbaren Verliebtheit in Schönheit. Während es ein Gefühl der Isolation gibt, eine starke Einsamkeit, die im Mittelpunkt seines Erzählens steht, sonnt er sich dennoch in der Intimität der Kommunikation mit seinen Mitmusikern (und implizit mit dem Zuhörer) und ruft eine ebenso tiefe Spiritualität hervor, wenn nicht unbedingt so offen wie das von Free-Jazz-Mystikern wie Coltrane, Ayler und ihren heutigen Schülern.“
Die von Talmor geschriebenen Arrangements, angeblich mit einem Streichquartett, ergänzten die Feinheiten von Konitz’ Improvisationen, schrieb Doug Ramsey. Talmors Noten werden dem Anspruch des Albumtitels gerecht. Sie verleihen Standard-Songs ebenso eine lebendige harmonische Substanz (darunter Goodbye, I Cover The Waterfront und Foolin’ Myself) wie der ehrwürdigen Konitz-Erfindung Kary’s Trance.